# Sornay (Musikinstrument)

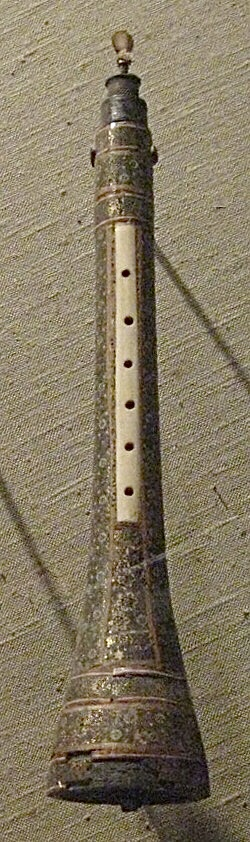
Persische Sorna
Metropolitan Museum of Art, New York City, USA

Sornay, auch surnay, surnai, sorna, surnā(y) (persisch سورنا bzw. سورنای, bestehend aus سور, sur und arabisch نای nāy bzw. persisch نی ney), ist eine Bezeichnung für konische Blasinstrumente mit Doppelrohrblatt (Kegeloboen), deren Ursprung vermutlich im arabisch-persischen Kulturraum liegt und die sich vom Maghreb im Westen bis nach China im Osten weit in Asien und Nordafrika verbreitet haben. Die sornay gilt als Vorläufer der europäischen Schalmei.

## Etymologie
Die Herkunft des Wortes ist nicht ganz klar. Persisch sur kann „Fest“ oder „groß“ bedeuten. Falls sur von arabisch ṣūr („Horn“) abgeleitet wird, bedeutet das zusammengesetzte Wort eine Hornflöte, denn persisch nay wird mit „(Schilf-)Rohr“ übersetzt und bezeichnet die endgeblasene Rohrflöte (nay). Eine Herleitung nur aus der persischen Sprache führt in dasselbe Bedeutungsumfeld von Blasinstrumenten. Das altiranische *sru ist in der Kombination *sru-nāda („Horn-Rohr“, auch „tönen“) denkbar, woraus sich das persische surnā(y) entwickelt haben könnte. Eine phonetische Längendehnung der ersten Silbe ergäbe daraus das Wort sūrnā(y) („Fest-Rohr“). In der mittelpersischen Textsammlung Dēnkart aus dem 9. Jahrhundert kommt die Schreibweise sūrnāv vor. Anderswo endet dieses Wort mit -āk, zum Beispiel als georgisch zurnak'-i. Direkt von surnā stammt der Name der türkischen Oboe zurna.
Neben der in der persischen und türkischen klassischen Musik gespielten Flöte bezeichnet nay oder ney jede Art von Blasinstrumenten. Die türkische Kurzoboe mey hat zur Unterscheidung eine leicht veränderte Aussprache. Mit Beifügungen wird das Wort präzisiert, so bedeutet qoshnay (von qosh, „zwei“) eine usbekische Doppelklarinette. Die usbekische Trompete karnay (karnai) ist namentlich mit der arabisch-persischen karna verbunden.

## Herkunft
Die auf Tongefäßen abgebildeten Blasinstrumente der Antike besaßen ein Einfach- oder Doppelrohrblatt, waren jedoch nicht konisch, sondern zylindrisch. Das altgriechische Doppelblasinstrument aulos sowie die Entsprechungen im Alten Ägypten memet und im Römischen Reich tibia produzierten dank ihrer zylindrischen Form einen tieferen Ton als die Kegeloboen und konnten nicht überblasen werden. Deren Nachfolger sind die heutigen asiatischen Kurzoboen vom Typ der türkischen mey und der armenischen duduk bis zur japanischen hichiriki. Bei den äußerst seltenen antiken Abbildungen von Blasinstrumenten, die an der Außenseite konisch sind, ist nicht feststellbar, ob sie auch über eine für die Klangbildung entscheidende konische Bohrung im Innern verfügten. Ob es antike Vorläufer der Kegeloboen gab, ist nicht eindeutig nachgewiesen. 
Den vermutlich einzigen Beleg für eine Kegeloboe aus vorislamischer Zeit liefert ein sassanidisches Silbergefäß aus dem 6. Jahrhundert, das im Musée des Beaux-Arts in Lyon aufbewahrt wird. Henry George Farmer beschreibt dieses Gefäß und datiert es in die nachsassanidische Zeit des 8./9. Jahrhunderts. Eingraviert sind neben dem Spieler der Kegeloboe weitere Musiker, die Harfe (čang), Kurzhalslaute (barbat) und Mundorgel (mušta) spielen.
Die sornay hat sich unter ähnlich klingenden Namen mit dem Islam nach Zentralasien und spätestens während der Mogulzeit bis nach Nordindien verbreitet. Dort gehörte sie zum zeremoniellen Palastorchester naubat (nobat), unter anderem mit Langtrompeten (nafīr und karna), Kesseltrommelpaaren (naqqāra) und großen Fasstrommeln (dhol).

## Verbreitung
- Die Kombination aus einer Fasstrommel und meist zwei Kegeloboen bildet einen im Orient weit verbreiteten Ensembletyp stets professioneller Musiker, der zur Unterhaltung bei Familienfeiern und sonstigen festlichen Anlässen gehört. Das zumeist aus dem Holz des Maulbeer- oder Aprikosenbaums gedrechselte Musikinstrument ist als zurna in der Türkei und in einigen angrenzenden Ländern von Griechenland bis Armenien bekannt. Die Rhythmusbegleitung der türkischen zurna liefert im davul-zurna-Ensemble die mit Stöckchen geschlagene davul, in Griechenland ist es eine Zylindertrommel dauli und in Armenien eine dhol, die der georgischen doli entspricht. Ein auf dem Balkan bekannter Name des Ensembles ist tapan-zurle.
- In der persischen Musik wird die sornay zusammen mit der Trommel dohol vor allem in der Volksmusik Lorestans gespielt.
- Die indische shehnai wird in der Volksmusik und seit Mitte des 20. Jahrhunderts auch in der klassischen nordindischen Musik gespielt.
- In Nordostindien sind Kegeloboen mit aufwendig gestaltetem Schallbecher verbreitet, die der gyaling ähneln, die in der tibetisch-buddhistischen Ritualmusik gespielt wird. Zu den einfacheren Typen dieser Region gehören die tangmuri in Meghalaya und die muri in Assam.
- In Afghanistan heißt das Blasinstrument sorna, in Kaschmir surnay oder swarnai. Es wird von der dörflichen oder nomadischen Bevölkerung von Männern, meist mit der dohol (mit Stöckchen geschlagene Doppelfelltrommel) bei der Hochzeit, Geburt und Beschneidungszeremonie gespielt. Ein Ensemble aus mehreren surnays, einer Kesselpauke (naqqārā) aus Metall oder Ton und der zweifelligen Fasstrommel dhol begleitete in Kaschmir Volkstheateraufführungen (Bānde pāther, „Theater der Musiker“)[4], in denen bei Dorffesten Tänze und halb improvisierte Komödienspiele kombiniert wurden. Die Surnay-Musiker spielten zu Beginn der Veranstaltung und nochmals gegen Ende, wo sie im Wechsel mit singenden Transvestitentänzern auftraten. Die Instrumentalstücke stammen teilweise aus dem Bereich der Sufi-Musik.[5]
- In Zentralasien wird der klagende, nasale Ton der surnay geschätzt, der seine Entsprechung in der gepressten Gesangstechnik des Mugham hat.[6] In Usbekistan heißt die begleitende Rahmentrommel doira, in Aserbaidschan naghara.
- Die sornay ist unter dem Namen suona auch zu einem beliebten Instrument in der chinesischen Volksmusik geworden und hat in China eine breite Trichteröffnung aus Metall erhalten. Dieses Instrument gelangte zwischen dem 10. und 14. Jahrhundert nach Korea und erhielt dort den Namen taepyeongso. Der Alternativname soaenap verweist noch auf die Herkunft. Bei der burmesischen hne hängt der Metalltrichter merkwürdig schief nach unten. Die kambodschanische sralai hat ebenso wie die hne eine zentrale melodieführende Aufgabe in den großen, aus Schlaginstrumenten bestehenden Orchestern. Die pi chanai sorgt im klassischen thailändischen Piphat-Orchester für die Melodielinie.
- Mehrere Röhrentrommeln (bera) unterschiedlicher Typen spielen mit ein oder zwei kurzen Kegeloboen horanewa in Sri Lanka in der buddhistischen Ritualmusik und zur Begleitung kultischer Volkstheater.
- Islamische Einwanderer brachten den sornay-Typ als serune oder srunai bis nach Malaysia und als sarunai zu den Minangkabau auf Sumatra. Haupteinsatzgebiet des Instruments ist hier weniger die Militärmusik wie an seinem Herkunftsort, es überwiegt die traditionelle Verwendung bei Trauerzeremonien. Im Westen Javas heißt die Kegeloboe tarompet. Die von vereinzelten Ausnahmen abgesehen am weitesten östlich vorkommende Kegeloboe in der malaiischen Inselwelt ist die preret auf der Insel Lombok.
- Auch die im Niger Preislieder auf den Herrscher spielende algaita entspricht in einfacherer Ausführung diesem Instrumententyp. Ihr glockenförmiges Schallstück ist aus Holz. Sie dürfte über die marokkanische ghaita in die Savannenzone südlich der Sahara gekommen sein. Alle diese Instrumente unterscheiden sich im Wesentlichen nur durch die jeweilige landestypische Stimmung.